# Il lago d'oro
Il lago d'oro (The Gilded Man o Death and the Gilded Man) è un romanzo giallo del 1942 scritto da John Dickson Carr con lo pseudonimo di Carter Dickson; è uno dei romanzi con protagonista Sir Henry Merrivale, detto "il Vecchio".

## Trama
Nella propria villa di campagna un tempo appartenuta all'eccentrica diva del teatro Flavia Venner (che è morta proprio sulla scena del teatro privato che aveva fatto costruire in un'ala della casa), il ricco uomo d'affari Dwight Stanhope riunisce amici e famigliari per quello che sembra un tranquillo weekend natalizio. Invece una notte, gli ospiti vengono svegliati da un fracasso al pianterreno: quando scendono, trovano le evidenti tracce di una colluttazione durante un tentativo di furto, e trovano anche il ladro pugnalato da qualcuno nella casa. Solo che quando gli tolgono il cappuccio, scoprono che è....Dwight Stanhope in persona, che stava tentando di rubare un proprio dipinto di enorme valore! Tentativo di frode assicurativa? Dwight stesso aveva parlato ultimamente di problemi finanziari, anche se durante le indagini si scopre che la sua situazione economica non poteva essere più florida. E allora cosa si nasconde dietro quel comportamento inspiegabile? 
Uno degli ospiti si palesa per quello che è veramente: Nick Wood è un giovane ispettore di polizia in incognito, invitato da Dwight preoccupato da alcuni strani furti di opere d'arte verificatisi in case di campagna come la propria. Solo che Nick ora ha a che fare con un tentato omicidio che gli dà non poche gatte da pelare. Fortuna che, come un deus ex machina, si palesa a dargli una mano Sir Henry Merrivale. Che però pare più interessato a mettere su uno spettacolo di magia per i bambini del vicinato....Cosa avrà in mente "il Vecchio"? E come c'entra con tutto un "lago d'oro" o "uomo d'oro"?

## Personaggi
- Sir Henry Merrivale, detto "il Vecchio"
- Dwight Stanhope, ricco uomo d'affari
- Eleanor Stanhope, sua figlia
- Christabel Stanhope, sua seconda moglie
- Betty, figlia di primo letto di Christabel
- Buller Naseby, amico di famiglia
- Vincent James, giovane playboy
- Roy Dawson, ufficiale di marina
- Nick Wood, ispettore del CID
- Larkin, maggiordomo di famiglia

## Edizioni italiane
- Il lago d'oro, traduzione di Anna Maria Francavilla, collana Il Giallo Mondadori n. 1907, Arnoldo Mondadori Editore, agosto 1985.
- Il lago d'oro, traduzione di Anna Maria Francavilla, collana I classici del Giallo Mondadori n. 1257, Arnoldo Mondadori Editore, ottobre 2010.